# Puqudu
Puqudu fou una de les tribus aramees de la Baixa Mesopotàmia. L'estat de Puqudu estava situat a la meitat de la Baixa Mesopotàmia, al nord de Gambulu (però segons una inscripció de Teglatfalassar III, just al sud). El territori fou sotmès per Sargon II en la campanya del 710 aC contra Babilònia i fou agregat a la província de Gambulu. El 692 aC la tribu fou part de la coalició que va enfrontar als assiris a la batalla d'Halule o Khalule (Samarra).